# Batalha de Chesapeake
A Batalha de Chesapeake, também conhecida como Batalha dos Cabos da Virgínia ou Batalha dos Cabos, foi uma crucial batalha naval travada durante a Guerra da Independência dos Estados Unidos que aconteceu na costa da baía de Chesapeake em 5 de setembro de 1781, entre as frotas britânica, liderada pelo almirante Thomas Graves, e francesa, liderada pelo almirante François Joseph Paul. A batalha terminou como uma derrota estratégica para a Inglaterra, apesar das perdas materiais e humanas destes não terem sido tão altas. Com esta vitória, os franceses conseguiram impedir que a armada inglesa avançasse para o sul até a Virgínia. Os britânicos pretendiam romper o cerco a Yorktown e resgatar as forças sitiadas do general Charles Cornwallis. Mas com o triunfo em Chesapeake, a marinha francesa passou a controlar os mares da região e chegaram a tempo de participar da decisiva batalha em Yorktown, Virgínia, onde também desempenharam um papel fundamental.